# 2-Methyl-3-butin-2-ol
2-Methyl-3-butin-2-ol (kurz Methylbutinol) ist eine chemische Verbindung aus der Gruppe der Alkohole. Sie liegt in Form einer farblosen Flüssigkeit vor und kann auch als zweifach methylierter Propargylalkohol gesehen werden.

## Gewinnung und Darstellung
Gewonnen wird 2-Methyl-3-butin-2-ol durch Ethinylierung von Aceton.
In Deutschland wurden 1991 etwa 1.000 bis 5.000 Tonnen produziert, in Österreich im gleichen Jahr 5.000 bis 10.000 Tonnen. Damit zählt es zu den chemischen Substanzen, die in großen Mengen hergestellt werden („High Production Volume Chemical“, HPVC) und für die von der Organisation für wirtschaftliche Zusammenarbeit und Entwicklung (OECD) eine Datensammlung zu möglichen Gefahren („Screening Information Dataset“, SIDS) angefertigt wurde.

## Verwendung
2-Methyl-3-butin-2-ol wird als vielseitiges Reagenz in der organischen Chemie (als Acetylen-Äquivalent in Palladium-katalysierten Kupplungsreaktionen mit Halogeniden) und zur Herstellung von Isopren, Vitamin A und B, Pharmazeutika und Riechstoffen verwendet. Weiterhin diente es in einer Konzentration von 3–7 % Volumenanteil als Stabilisator von 1,1,1-Trichlorethan, was sich aber durch die Verwendungseinschränkung dieser Verbindung selbst immer weiter reduzierte.

## Eigenschaften
2-Methyl-3-butin-2-ol hat bei 25 °C einen n-Octanol-Wasser-Verteilungskoeffizienten von {\displaystyle \log P_{ow}=0,318}.

## Sicherheitshinweise
Die Dämpfe von 2-Methyl-3-butin-2-ol bilden mit Luft ein explosionsfähiges Gemisch (Flammpunkt 20 °C, Zündtemperatur 350 °C).